# Сунчугашев, Яков Иванович
Сунчугашев, Яков Иванович (15.01.1926, улус Теренчин Аскизского района Восточно-Сибирского края — 09.02.1996, Абакан) — доктор исторических наук (1978), профессор (1985), заслуженный деятель науки Республики Хакасия, лауреат государственной премии Республики Хакасия им. Н. Ф. Катанова, общественный деятель.

## Биография
В 1943 году по достижении призывного возраста был призван в ряды Советской Армии. В 1945 участвовал в боях против Японии на территории Маньчжурии стрелком-автоматчиком 83-го стрелкового полка 34-й стрелковой дивизии 2-го Дальневосточного фронта.
Окончил Абаканский государственный педагогический институт (1954). В 1954—1961 работал учителем истории и завучем в средних школах посёлков Бий-Хак, Балгазик, Хову-Аксы Тувинской АССР.
В 1961 году поступил в аспирантуру Института археологии АН СССР. Влияние на формирование научных взглядов Сунчугашева оказали известные историки Б. А. Рыбаков, А. В. Арциховский, С. В. Киселёв и А. Я. Брюсов.
После окончания аспирантуры с защитой диссертации «Горное дело и выплавка металлов в древней Туве» в 1964 году принят научным сотрудником сектора истории Хакасии, в 1970—1992 — заведующий сектором истории. В 1977 году защитил докторскую диссертацию "История горного дела и металлургии в Хакасско-Минусинской котловине. (С древних времен до XIII в.) ". С 1992 по осень 1995 года являлся директором Хакасского института.
Под его руководством в Хакасии была создана археологическая экспедиция, которая активно работала с 1965 по 1988. Это позволило развернуть в Хакасии самостоятельные исследования древней истории региона. Под его руководством были проведены полевые работы, изучены сотни памятников древнего горнорудного дела и металлообработки, создана их классификация, изучена техника добычи различных руд, исследовались памятники орошаемого земледелия, древние наскальные изображения. По инициативе Сунчугашева издана серия научных сборников по проблемам археологии, этнографии, древней истории Южной Сибири.
Являлся председателем президиума Хакасского областного общества охраны памятников истории и культуры; председателем Учёного совета Хакасского областного музея краеведения; член диссертационного совета при Кемеровском государственном университете.
Награждён Орденом Отечественной войны 2-й степени, медалями «За победу над Японией», «За доблестный труд в ознаменовании 100-летия со дня рождения Владимира Ильича Ленина», «50 лет Победы в Великой Отечественной войне», Почётными грамотами и знаками Хакасии, министерств СССР, РСФСР.

## Основные сочинения
- Древнейшие рудники и памятники ранней металлургии в Хакасско-Минусинской котловине: эпоха бронзы и раннего железа. — М., 1975;
- Древняя металлургия Хакасии: эпоха железа. — Новосибирск, 1979;
- Исследование древних оросительных каналов в Хакасии // Археологические открытия 1979 года. — М., 1980;
- Памятники орошаемого земледелия средневековой Хакасии. — Абакан, 1990;
- Памятники горного дела и металлургии древней Хакасии. — Абакан, 1993;
- Исследования менгиров Хакасии методами геофизики и биолокации / Я. И. Сунчугашев, Н. Н. Кузнецов // Международная конференция по применению методов естественных наук в археологии. — СПб, 1994.